# Lijst van doolhoven in Nederland
Dit is een lijst van doolhoven in Nederland.
| Locatie                   | Plaats              | Provincie     | Type                    | Geopend  | Opmerkingen | Afbeelding |
| ------------------------- | ------------------- | ------------- | ----------------------- | -------- | --- | ---------- |
| Amstelpark                | Amsterdam           | Noord-Holland | Taxus                   | 1970     | Bestaande uit twee doolhofjes waarvan bekend is dat de grootste in 1970 is aangelegd                                                                                |            |
| Amsterdamse Bos           | Amsterdam           | Noord-Holland |                         | 2006     | Geopend ter gelegenheid van het 75-jarig bestaan van een Amsterdamse uitgeverij van puzzeltijdschriften                                                             |            |
| Archeon                   | Alphen aan den Rijn | Zuid-Holland  | Heg                     |          | |            |
| Avonturenpark Hellendoorn | Hellendoorn         | Overijssel    | Coniferen               | 1950     | In 2013 gerooid |            |
| De Braak                  | Paterswolde         | Drenthe       | Haagbeuk                | 1825     | In 1986 grondig hersteld |            |
| De Buisberg               | Achtmaal            | Noord-Brabant | Haagbeuk                | 1986     | Opmerkelijk is de aanwezigheid van een viersprong van paden. |            |
| De Duinpan                | Amsterdam           | Noord-Holland | Haagbeuk                | Jaren 80 | |            |
| De Efteling               | Kaatsheuvel         | Noord-Brabant | Coniferen               | 1995     | Zie Avonturen Doolhof. Vervangen voor waterspeelplaats Archipel in juni 2021.                                                                                       |            |
| De Flierefluiter          | Raalte              | Overijssel    | Hout                    |          | |            |
| De Haar                   | Haarzuilens         | Utrecht       | Beuken                  | 2002     | Naar oorspronkelijk ontwerp uit 1894 |            |
| De Keukenhof              | Lisse               | Zuid-Holland  | Heg                     | 1999     | Aan de uiteinden van zes doodlopende paden bevinden zich informatiepaaltjes met daarop de plattegrond van de doolhof met daarop aangegeven de positie van de doler. |            |
| De Kleine Aarde           | Boxtel              | Noord-Brabant | Haagbeuk                |          | In 2011 gesloten wegens failliet van De Kleine Aarde |            |
| De Koloniehof             | Frederiksoord       | Drenthe       | Haagbeuk                | 1992     | Overwoekerd met onkruid |            |
| De Pluimweide             | Hoedekenskerke      | Zeeland       | Riet                    |          | In het midden ligt een eiland met daarop een houten uitzichttoren van twee verdiepingen.                                                                            |            |
| De Uithof                 | Den Haag            | Zuid-Holland  | Meidoorn en veldesdoorn | 1980     | |            |
| Doolhofpark Bakkeveen     | Bakkeveen           | Friesland     | Steen                   | 2001     | Momenteel onderdeel van een pannenkoekenrestaurant |            |
| Doolhofpark Bakkeveen     | Bakkeveen           | Friesland     | Heg                     | 2001     | Momenteel onderdeel van een pannenkoekenrestaurant |            |
| Doolhofpark Bakkeveen     | Bakkeveen           | Friesland     | Hout                    | 2001     | Momenteel onderdeel van een pannenkoekenrestaurant |            |
| Doolhof                   | Ede                 | Gelderland    | Heg                     | 1735     | Onderdeel van Landgoed Kernhem in de Doolhoflaan |            |
| Drielandenpunt            | Vaals               | Limburg       | Haagbeuk                | 1992     | In het doolhof bevinden zich een aantal trappen. Zie Labyrint Drielandenpunt                                                                                        |            |
| Familiepark Drievliet     | Den Haag            | Zuid-Holland  | Haagbeuk                | 2018     | |            |
| Familieparadijs Eede      | Eede                | Zeeland       | Haagbeuk                |          | Een van de grotere van Europa |            |
| Hengeloseweg              | Ruurlo              | Gelderland    | Haagbeuk                | 1890     | Een van de grootste doolhoven van Europa |            |
| Het Heel-al               | Vorden              | Gelderland    | Doeken                  |          | |            |
| Het Land van Jan Klaassen | Braamt              | Gelderland    | Coniferen               | 1996     | Op tien plaatsen zijn er lachspiegels |            |
| Het Oude Loo              | Apeldoorn           | Gelderland    | Haagbeuk                | 1925     | De doolhof is alleen geopend in april en mei |            |
| Het Vennenbos             | Hapert              | Noord-Brabant | Heg                     |          | |            |
| Hofstede Heuvelhof        | Baarsdorp           | Zeeland       | Haagbeuk                | 1995     | Kruising tussen een labyrint en doolhof. |            |
| Hoppie's Dooltuinen       | Ammerzoden          | Noord-Brabant | Divers                  | 2006     | Bestaande uit meerdere doolhoven |            |
| Doolhof, Julianatoren     | Apeldoorn           | Gelderland    | Taxus                   | 1927     | Een aantal jaar geleden deels gerooid, nog een klein restant van het doolhof is over. Het doolhof is een rijksmonument onder nummer 514478                          |            |
| Kasteel Staverden         | Staverden           | Gelderland    | Haagbeuk                | 1907     | Overwoekerd met onkruid |            |
| Kasteel Weldam            | Goor                | Overijssel    | Coniferen               | 1885     | Na de Tweede Wereldoorlog en in 1998 gerooid en opnieuw aangeplant                                                                                                  |            |
| Kitskensberg              | Roermond            | Limburg       | Taxus                   | 1995     | Een van de grotere van Nederland. Het uitkijkpunt in het midden is in de loop der jaren verdwenen.                                                                  |            |
| Menkemaborg               | Uithuizen           | Groningen     | Haagbeuk                | 1923     | In 2009 is de doolhof gerooid en opnieuw ingeplant. |            |
| Openluchtmuseum           | Arnhem              | Gelderland    | Haagbeuk                |          | Naar het ontwerp van De Oude Doolhof in Amsterdam |            |
| Oranjepark                | Vlaardingen         | Zuid-Holland  | Haagbeuk                | 1987     | |            |
| Park Diepstroeten         | Assen               | Drenthe       | Coniferen               | 1980     | Aantal jaren geleden is de hoogte ingekort en het uitkijkpunt in het midden verwijderd.                                                                             |            |
| Park Steenderens          | Westervoort         | Gelderland    | Heg                     |          | |            |
| Poelbroek                 | Haarlem             | Noord-Holland | Meidoorn en veldesdoorn | 1986     | |            |
| Rekershout                | Alkmaar             | Noord-Holland | Haagbeuk                | 1970     | De paden worden gevormd door klinkers. |            |
| Revalidatie Friesland     | Beetsterzwaag       | Friesland     | Haagbeuk                | 2010     | |            |
| Ridderhofstad Hindersteyn | Langbroek           | Utrecht       | Buxus                   | 1995     | Zeer beperkt toegankelijk |            |
| Strubbert                 | Laren               | Gelderland    | Hout                    |          | |            |
| Kasteel Sypesteyn         | Nieuw-Loosdrecht    | Noord-Holland | Haagbeuk                | 1901     | |            |
| Torenvalklaan             | Vlaardingen         | Zuid-Holland  | Haagbeuk                | 1992     | |            |
| Wildlands                 | Emmen               | Drenthe       | Bamboe                  | 2016     | |            |
| Maisdoolhof Meerstad      | Groningen           | Groningen     | Mais                    | 2014     | Open vanaf eind juli tot en met ca. september |            |